# 鹿児島県道478号比曽木野福山港線
鹿児島県道478号比曽木野福山港線（かごしまけんどう478ごう ひそきのふくやまこうせん）は、鹿児島県霧島市を通る一般県道である。

## 概要
霧島市福山町佳例川から同市福山町福山に至る。

### 路線データ
- 起点：鹿児島県霧島市福山町佳例川（鹿児島県道491号大川原小村線交点）
- 終点：鹿児島県霧島市福山町福山（国道220号交点）

## 地理

### 通過する自治体
- 霧島市

### 交差する道路
| 交差する道路                | 交差する場所 | 交差する場所 |
| --------------------------- | ------------ | ------------ |
| 鹿児島県道491号大川原小村線 | 福山町佳例川 | 起点         |
| 鹿児島県道482号塚脇財部線   | 国分上之段   |              |
| 国道10号                    | 福山町福山   |              |
| 国道504号                   | 福山町福山   |              |
| 国道220号                   | 福山町福山   | 終点         |

### 沿線
- 霧島市立塚脇小学校
- 鹿児島県畜産試験場
- 霧島警察署 牧之原駐在所